# دايسوكي يوشيميتسو
دايسوكي يوشيميتسو (باليابانية: 吉満 大介) (21 فبراير 1993 في كاغوشيما في اليابان – )؛ هو لاعب كرة قدم ياباني سابق كان يلعب كحارس مرمى.

## وصلات خارجية
- دايسوكي يوشيميتسو على موقع رابطة كرة القدم اليابانية للمحترفين (اليابانية)
- دايسوكي يوشيميتسو على موقع قاعدة بيانات كرة القدم.إي يو (الإنجليزية)
- دايسوكي يوشيميتسو على موقع Soccerway.com (الإنجليزية)
- دايسوكي يوشيميتسو على موقع عالم كرة القدم.نت (الإنجليزية)